# SN 1181

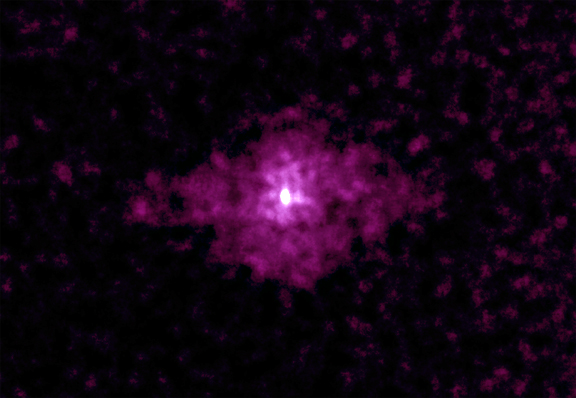
3C 58 är vad som antas finnas kvar.

SN 1181 var en supernova som kineserna och japanerna observerade i Cassiopeja mellan 4 och 6 augusti 1181.

### Fotnoter
1. ↑  ”Supernova 1181” (på engelska). Spider's Homepage. http://spider.seds.org/spider/Misc/sn1181.html. Läst 13 september 2013.